# Cellula di Cajal-Retzius
Le cellule di Cajal-Retzius sono neuroni particolari che si trovano principalmente nella zona marginale della corteccia cerebrale.
I primi che hanno descritto queste cellule sono stati l'istologo spagnolo Santiago Ramón y Cajal e lo scienziato svedese Gustaf Retzius.
Le cellule sintetizzano e secernono la glicoproteina relina, che è la principale responsabile delle migrazioni corrette dei neuroni corticali. Si sa che la relina si accumula nel plesso assonale delle cellule di Cajal-Retzius, in cisterne assonali sferiche chiamate "serbatoi assonali di relina".